# Aplidium draschei
Aplidium draschei är en sjöpungsart som beskrevs av Enrico Adelelmo Brunetti 2007. Aplidium draschei ingår i släktet Aplidium och familjen klumpsjöpungar. Inga underarter finns listade i Catalogue of Life.